# Szilágyi Virgil (operatőr)
Szilágyi Virgil (Budapest, 1931. november 26. –) Balázs Béla-díjas magyar operatőr. Több mint 200 tv- és játékfilm operatőre. A Magyar Operatőrök Társaságának vezetőségi tagja.

## Életpályája
1958 óta a Magyar Televízió felvételvezetője, világosítója, operatőre. 1961-1965 között a Színház- és Filmművészeti Egyetem operatőr szakos hallgatója volt.

## Filmjei
- Ők tudják mi a szerelem (1964)
- Asszonyok mesélik (1971)
- Férfiak mesélik… (1971)
- Iphigenia a taurusok földjén (1971)
- Gyász (1972)
- Vonalra várva (1972)
- Velünk kezdődik minden (1973)
- Dorottya (1973)
- Isten malmai 1-2. (1973)
- Átmenő forgalom (1973)
- 12 egy tucat (1973)
- Város esti fényben (1974)
- A tolvaj és a bírák (1975)
- Győzelem (1976)
- Simon és Clotilde (1976)
- Idegenek (1977)
- Vihar a lombikban (1980) (1985-ben adták le)
- Mariann születésnapja (1981)
- Bujdosó András számonkérése (1982)
- Az utolsó futam (1983)
- T.I.R. (1984)
- Kémeri (1985)
- Átok és szerelem (1985)
- Csak a testvérem (1986)
- Máz (1986)
- Hajrá Samu! (1986)
- Éjféli színjáték (1986)
- Családi kör (1989)
- A szivárvány harcosa (2001)
- Márai-díjas íróink I-III. (2003)
- Fedőneve Achilleus (2006)
- Requiem a Római partért (2008)
- Lélekvándorlás (2011)